# Swatantra Party
Swatantra Party var ett utbrytarparti ur indiska Kongresspartiet. Partiet grundades 1959 av kongressveteranerna Acharya N.G. Ranga och Rajaji, huvudsakligen i protest mot den doktrinärt socialistiska ekonomiska politik som fördes under Jawaharlal Nehrus tid som Indiens premiärminister. Det nya partiet ville se liberaliseringar och ökade inslag av marknadsekonomi.
Vid valen till Lok Sabha 1962 nådde man stora framgångar. Partiledaren Ranga gick 1972 tillbaka till Kongresspartiet. Partiet, som fått 8 mandat till Lok Sabha i valet 1971, ställde sedan aldrig mer upp i valen på federal nivå.